# Сава Стајић
Сава Стајић (Велики Бечкерек, 27. јануар 1881 — Елемир, 1936) био је српски парох, свештеник, хуманиста и добротвор.

## Биографија
Отац му је био Љубомир Стајић, поседник, а мајка Персида (рођена Станковић). Пошто породица Стајићевих потиче из Српске Неузине његово рођење уписано у књиге крштених у Неузини.
Одрастао је у Великом Бечкереку где је завршио основну школу и Велику гимназију. Слушао је Правне науке у Грацу, а Богословију је апсолвирао у Сремским Карловцима. Био је ожењен Драгињом Попов и отац је кћери Милисаве.
Од 1904. године био је свештеник у Српском Елемиру.

## Рад на додели земље беземљашима и сиротињи
Парох Сава Стајић из Елемира уложио је много труда да се аграрном реформом после Првог светског рата земља додели и дотадашњим беземљашима и сиротињи. Тако је поред Ечке и у близини Бегеја основана колонија, а после и село коме су још за свештениковог живота дали његово име – Стајићево.
Приликом доделе плацева сам Сава Стајић је предложио да се један поред другог сместе комшије из старог краја. Пошто се плаћао закуп земљишта за ту намену, тешко се долазило до новца. Стога су се комшије удруживале и спрезале у послу јер није било довољно коња за обраду земље, па чак и уводили и подзакупце да би могли да измирују обавезе. Опет се Стајић ангажовао и изборио се да се у те сврхе земља делом може изнајмљивати Аграрној заједници. Тако су колонисти опстајали и с временом скроз откупљивали земљу. Кад су хтели да граде цркву, парох Стајић их је саветовао да најпре направе школу.
Због доброчинства га и данас памте у месту у коме никада није живео.